# Heptathela hunanensis
Heptathela hunanensis är en spindelart som beskrevs av Song och Haupt 1984. Heptathela hunanensis ingår i släktet Heptathela och familjen ledspindlar. Inga underarter finns listade i Catalogue of Life.